# Sint-Armengolkerk
De Sint-Armengolkerk (Catalaans: església de Sant Ermengol de l'Aldosa) is een barokke kerk op het Plaça del Poble in L'Aldosa de la Massana in de Andorrese parochie La Massana. Het gebedsgebouw is gewijd aan de heilige Armengol van Urgell.
De rechthoekige Sint-Armengolkerk, met vierkante apsis, bevat een retabel met zowel een barok reliëf als enkele 19e-eeuwse werken op doek die toegeschreven worden aan de schilder Oromí uit het Spaanse La Seu d'Urgell.